# Brock Crouch
Brock Crouch (22 augustus 1999) is een Amerikaans snowboarder.

## Carrière
Bij zijn wereldbekerdebuut, in augustus 2015 in Cardrona, behaalde Crouch direct zijn eerste wereldbekerpunten. Op 21 februari 2016 boekte hij in Pyeongchang zijn eerste wereldbekerzege.

## Resultaten

### Wereldbeker
Eindklasseringen
| Seizoen   | Algm | SBS |
| --------- | ---- | --- |
| 2015/2016 |      |     |

Wereldbekerzeges
| Datum            | Plaats      | Onderdeel  |
| ---------------- | ----------- | ---------- |
| 21 februari 2016 | Pyeongchang | Slopestyle |